# Julia Ituma
Julia Ituma (Milaan, 8 oktober 2004 – Istanboel, 13 april 2023) was een Italiaanse volleybalster die speelde voor AGIL Volley.

## Leven en carrière
Ituma werd als dochter van Nigeriaanse ouders geboren in Milaan. Met een grootte van 1,92 m was ze sinds haar jeugd een begenadigd volleybalster, en werd vaak vergeleken met Paola Egonu. 
Ituma speelde drie seizoenen in de tweede nationale volleybalcompetitie in Italië, alvorens ze haar debuut maakte in de Serie A1 in 2022 voor Igor Volley Novara. In 2022 won ze de gouden medailles op het Europees Olympisch Jeugdfestival en het Europees kampioenschap volleybal voor junioren met de Italiaanse nationale ploeg, waar ze bij de laatste 21 punten scoorde in de finale.

## Overlijden
Op 13 april 2023 overleed Ituma op achttienjarige leeftijd door een val uit het raam van de zesde verdieping van een hotel in Istanboel, waar haar club op dat moment verbleef voor een halve finale in de Champions League.